# Pál Teleki
Pál Teleki de Szék (Budapest, 1º novembre 1879 – Budapest, 3 aprile 1941) è stato un politico ungherese, primo ministro dell'Ungheria dal 1920 al 1921 e dal 1939 al 1941.
Fu anche un famoso esperto di geografia, professore universitario, proprietario terriero in Transilvania, politico, capo scout onorario, membro dell'Accademia ungherese delle scienze.

## Famiglia
Il padre, Géza Teleki (1844-1913) fu scrittore e politico. Per poco tempo fu ministro degli Affari Interni nel governo di Kálmán Tisza. La madre, Irén Muráty (Muratisz) (1852-1941) fu la figlia di un facoltoso commerciante albanese di Pest.

## Studi
Fece gli studi elementari come studente privato nella scuola popolare evangelica di Budapest (1885-1889), poi continuò i suoi studi nel liceo degli scolopi (1889-1897) anche come studente privato.
Nel settembre 1897 si iscrisse alla Facoltà di Giurisprudenza e Scienze Politiche dell'Università degli Studi di Budapest. Frequentò corsi geografici presso la Facoltà di Scienze Naturali, pubblicò nei Comunicati Geografici, e tenne conferenze nella Società Geografica sulla storia delle spedizioni asiatiche. Nel 1903 ebbe il titolo di dottore in scienze politiche e giuridiche.

## Il geografo
Creò la famosa "mappa rossa" sulla distribuzione della popolazione dell'Ungheria nel 1910. Una delle prime mappe del mondo in cui la distribuzione della popolazione secondo le minoranze è stata rappresentata considerando la densità della popolazione. Dal 1902 Teleki fu assistente nel Dipartimento di Geografia di Lajos Lóczy (1849-1920) all'Università degli Studi di Budapest.
Dal 1904 funzionò da giudice distrettuale nella regione di Szatmár. Il 26 gennaio 1905 fu eletto deputato al parlamento nella circoscrizione di Nagysomkút (Szatmár). Nel 1906 fece un grande viaggio di studi in Europa, nel 1907 andò anche in Sudan. Il 25 novembre 1908 si sposò con la contessa Johanna Bissingen-Nippenburg (1889-1942) da cui nacquero due figli: Mária (1910-1962) e Géza (1911-1983). Géza Teleki divenne professore universitario a Kolozsvár (Cluj Napoca) nel 1940.
Nel 1910 quando il governo di coalizione cadde, Teleki non assunse un nuovo mandato. Tra 1909 e 1913 fu il direttore scientifico della casa editrice Istituto Geografico, tra 1910 e 1913 fu il segretario generale della Società Geografica. Nel 1911 per la sua opera Atlante alla storia della cartografia delle isole giapponesi ricevò un premio francese d'alto grado, il Premio Jomard. Nel 1912 fece un gran giro negli Stati Uniti con Jenő Cholnoky. Da questo viaggio nacque nel 1922 il suo manuale Geografia economica d'America. Nel 1913 l'Accademia ungherese delle scienze lo elesse socio corrispondente però, a causa della guerra, Teleki poté pronunciare il suo discorso inaugurale solo nel 1917.
Nel 1913 fu nominato professore della Facoltà di Magistero dell'Istituto Tecnico Commerciale. Fu prima membro, poi presidente della Società di Turan. Nella prima guerra mondiale si arruolò da volontario e combatté col grado di tenente prima sul fronte serbo, poi su quello italiano. Qui scrisse (anche in trincea) la sua opera più significativa, "La storia del pensiero geografico". Nell'autunno del 1918 preparò – con alcuni collaboratori – per il Trattato del Trianon la mappa etnica del Regno d'Ungheria, poi la famosa mappa rossa (carte rouge) in cui marcò con rosso la nazione ungherese. Durante la Repubblica Sovietica Ungherese (21 marzo – 1º agosto 1919) visse in Svizzera.

## La prima Presidenza del Consiglio
Il 25 luglio 1920 il Reggente Miklós Horthy lo nominò primo ministro. In questo periodo Teleki fu anche ministro senza portafoglio responsabile delle minoranze etniche e diresse anche il portafoglio degli esteri. Dopo il tentativo di ritorno del re Carlo IV, il 14 aprile 1921 Teleki si dimise dalla carica di primo ministro. Nel 1925 partecipò nella misurazione prima della determinazione del fronte turco-iracheno come il membro di una commissione di tre persone delegata dalla Società delle Nazioni a Mosul. Teleki ebbe un ruolo significativo nella vita scientifica dell'epoca: professore e più volte preside alla Facoltà delle Scienze Economiche dell'Università di Budapest, poi rettore del suo successore legale, l'Università degli Studi Tecnici ed Economici József Nádor che diventò il Politecnico attuale. In questo periodo fu anche il curatore del Collegio Eötvös. La sua attività fu riconosciuta con un Premio Corvin nel 1930.
Una delle questioni più contraddittorie della prima presidenza di Teleki è la legge "numerus clausus". Si tratta della legge 1920, n. 25 (sul regolamento dell'iscrizione alle università degli studi, al Politecnico, alla Facoltà delle Scienze Economiche dell'Università di Budapest e alle accademie di giurisprudenza). Il ministro della religione e dell'istruzione pubblica la sottomise al parlamento e la promulgarono nel settembre 1920. La legge voleva soprattutto adattare il numero degli studenti dell'istruzione superiore ungherese alle esigenze supposte e reali del paese, volendo limitare il numero degli iscritti. Il tasso degli studenti dell'istruzione superiore doveva riflettere il tasso delle razze in Ungheria. Lo scopo della legge fu soprattutto di garantire per gli abitanti la partecipazione universitaria adatta alla loro proporzione etnica all'interno della popolazione. Molti considerarono questa legge la prima legge sui giudei perché limitò particolarmente la popolazione ebraica considerata diversamente dalla precedente pratica forense una minoranza invece di una confessione.

## A capo dello scautismo
Il 10 giugno 1922 il Reggente Miklós Horthy nominò Pál Teleki capo dello scautismo ungherese. Teleki fu un personaggio popolare e di grande effetto nella storia del movimento studentesco. Però non portò il titolo per un lungo tempo, infatti nel marzo 1923 rassegnò le sue dimissioni in riferimento al suo stato di salute. Il reggente lo destituì dall'incarico e lo nominò capo scout onorario. In questo ruolo fu l'organizzatore e direttore del 4º Jamboree mondiale dello scautismo che si tenne a Gödöllő nel 1933: trentamila scout provenienti da numerosi paesi del mondo campeggiarono nel parco del Castello Reale.

## La seconda Presidenza del Consiglio
Nel 1938 ritornò alla politica, prima da ministro del Culto. Fu uno dei leader della delegazione ungherese alle trattative del Primo Arbitrato di Vienna. Nell'interesse della riconquista dei territori perduti Teleki fu un anglofilo convinto a differenza del capo del governo Béla Imrédy, che invece si rivolse invece verso le Potenze dell'Asse, cioè Germania e Italia. Il parlamento accettò sotto il suo governo la legge 1939, n. 4 cioè la seconda legge sui giudei. Durante il suo governo furono riannesse la Rutenia subcarpatica (l'attuale Oblast ucraino di Transcarpazia) nel marzo 1939 e la Transilvania settentrionale nel 30 agosto 1940 dovuto al Secondo Arbitrato di Vienna. Durante la sua presidenza – nonostante e inoltre una giurisdizione discriminante – furono iniziati grandiosi investimenti infrastrutturali e riforme sociali (p.es. il Fondo Nazionale della Tutela del Popolo e della Famiglia). Alle elezioni di Pentecoste nel 1939 il suo partito governativo, il Partito della Vita Ungherese ottenne il successo più grande dell'era Horthy. Nello stesso tempo in seno al governo e anche al di fuori, le forze di estrema destra si facevano più forti.
L'indubbio successo della seconda Presidenza di Pál Teleki fu che nel settembre 1939 il governo ungherese respinse la domanda tedesca per l'uso del tratto di linea ferroviaria Nagyszalánc-Velejte estendendosi sul territorio ungherese per rendere possibile la percorrenza ai treni trasportando rifornimento e feriti tedeschi dal fronte polacco. Dopo la caduta della Polonia nel settembre 1939 il governo ungherese aprì la frontiera ai fuggitivi polacchi e gli diede ogni aiuto possibile. Fino all'invasione tedesca del marzo 1944 scuole e organizzazioni polacche funzionarono in Ungheria. Sempre su ordine di Pál Teleki fu organizzata ed equipaggiata in segreto una legione ungherese, allo scopo di combattere nella guerra d'inverno (guerra russo-finnica, 30 novembre 1939 – 13 marzo 1940) a fianco dei finlandesi contro le truppe sovietiche.
Il 20 novembre 1940 il governo ungherese aderì al Patto Tripartito (Germania, Italia e Giappone) riconoscendo l'egemonia europea dell'Italia fascista e della Germania nazista, che significava il restringimento fatale della politica estera di Teleki e della libertà d'azione del suo governo. Secondo il patto, l'Ungheria sarebbe dovuta intervenire in soccorso delle Potenze dell'Asse se qualche stato fino ad allora neutrale le avesse attaccate.

## La guerra e la morte

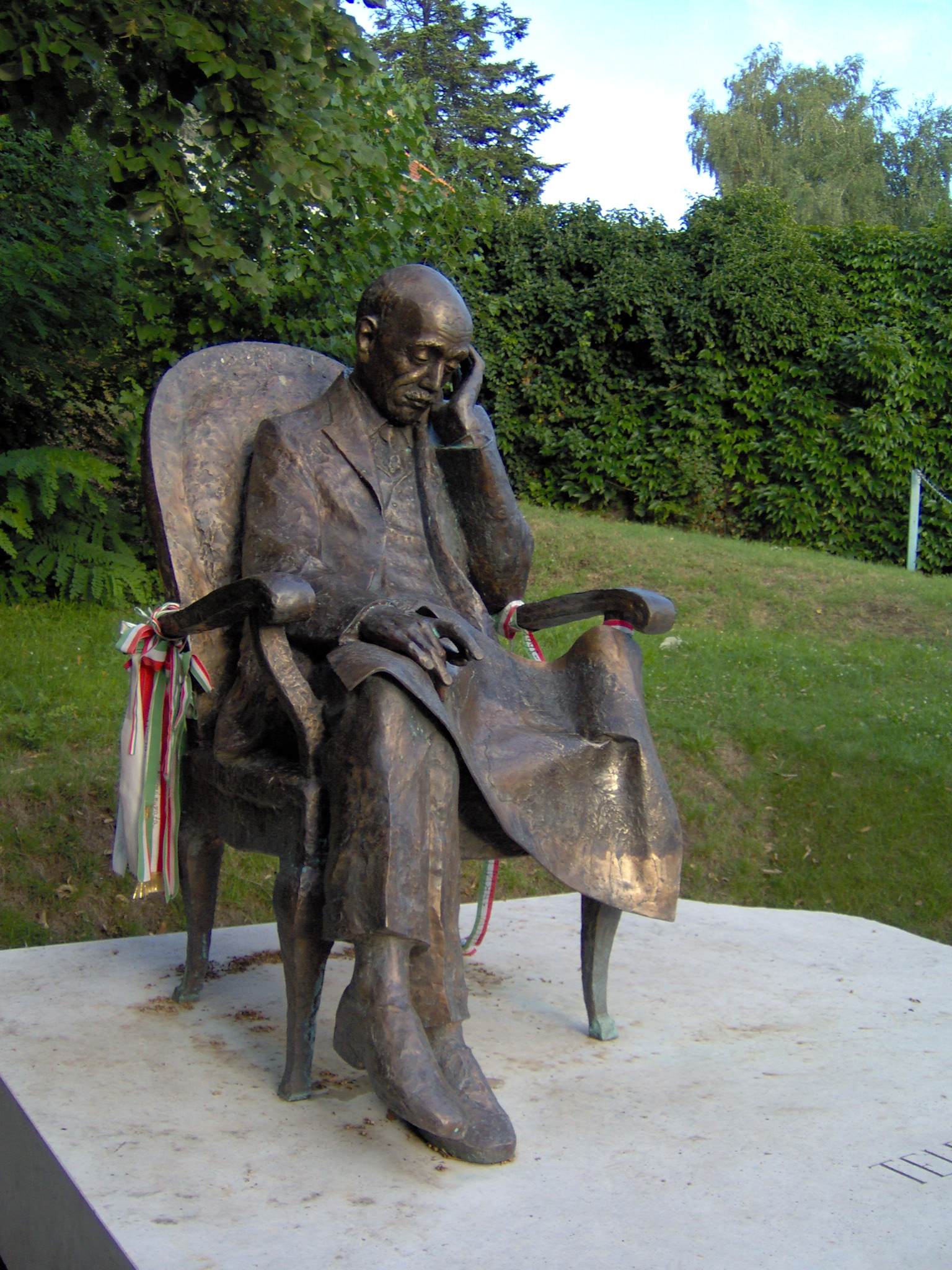
Statua raffigurante un pensieroso Pál Teleki

Il 12 dicembre 1940 a Belgrado il governo ungherese stipulò il Patto di Amicizia Eterna con la Jugoslavia. Tuttavia, dopo il colpo di Stato militare jugoslavo, antitedesco, l'amministrazione berlinese annunciò l'esigenza del passaggio delle truppe tedesche attraverso l'Ungheria. Teleki si trovava nella condizione di dover scegliere tra la Germania - che agli occhi dei nazionalisti ungheresi aveva reso possibile la benevola revisione del Trattato del Trianon e che pareva in una posizione vincente - e la Gran Bretagna, all'epoca sola nella sua lotta antinazista, che abbandonarono l'area da ogni punto di vista ma che disponeva di significative riserve finanziarie, senza contare che l'evolversi degli eventi l'avrebbe portata ad essere al fianco dell'Unione Sovietica.
Teleki voleva attenersi al patto di amicizia contro la Germania e venne informato il 2 aprile 1941 dall'ambasciatore britannico che Budapest poteva contare di ricevere una dichiarazione di guerra da Londra in caso di attacco combinato contro la Jugoslavia. La mattina del 3 aprile 1941, all'indomani dell'attacco tedesco contro lo Stato balcanico, Teleki fu trovato morto nella sua suite del Palazzo Sándor, ucciso da un colpo alla testa. Sulla sua scrivania fu trovata una lettera di tono drammatico indirizzata al reggente nella quale condannò con parole gravi l'aggressione contro Belgrado. Le truppe tedesche erano già partite per la Jugoslavia prima della notizia della sua morte, di cui Hitler e Mussolini non si curarono molto. Sebbene le circostanze abbiano provocato tanti dibattiti, sulla base delle prove disponibili la storiografia attribuisce al suicidio di Teleki motivazioni politiche più che morali.
In quanto ben disposto nei confronti del Duce e firmatario del Patto Tripartito la sua figura cadde nell'oblio durante il periodo della Repubblica Popolare d'Ungheria. Tuttavia al termine della Guerra Fredda in molti apprezzarono l'atteggiamento non servile che tenne nei confronti del Terzo Reich e dell'Italia fascista e a Gödöllő nel 2001 venne eretta una statua in suo onore. Nel 2004 un gruppo di intellettuali ungheresi e uomini d'affari polacchi hanno partecipato all'innalzamento di un monumento alla memoria di Teleki a Balatonboglár, dopo il fallimento del tentativo di erigere una statua a Budapest. Inoltre una via di Varsavia porta il suo nome.

## Opere
- Alla questione della primaria formazione dello Stato (1904)
- La storia del pensiero geografico (1917)
- Geografia economica di America (1922)
- L'evoluzione d'Ungheria e il suo posto nella storia europea (1923)
- Sull'Europa e l'Ungheria (1934)
- Le basi geografiche della vita economica I-II (1936)
- Discorsi 1939 (1939)
- Pensieri politici ungheresi (1941)
- Discorsi parlamentari di Pál Teleki I-II (1944)
- Pál Teleki: scritture e discorsi politici scelti (2000)